# 슈가쿠인역
슈가쿠인역(일본어: 修学院駅, しゅうがくいんえき)은 일본 교토부 교토시 사쿄구에 위치한 에이잔 전철 에이잔 본선의 역이다. 역 번호는 E05이다.

## 역사
- 1925년 9월 27일: 영업 개시.
- 1942년 3월 2일: 교토 전등의 철궤도 사업을 게이후쿠 전기 철도가 승계, 게이후쿠 전기 철도 에이잔 본선의 역이 됨.
- 1970년: 기타야마도리의 개통으로 남쪽으로 100m 정도 이동.
- 1986년 4월 1일: 게이후쿠 전기 철도가 에이잔 본선을 에이잔 전철에 양도, 에이잔 전철 에이잔 본선의 역이 됨.

## 역 구조
상대식 승강장 2면 2선의 승강장을 갖는다.

### 승강장
| ↑ 이치조지     |
| \| 하          |
| 다카라가이케 ↓ |

|  | ■ 에이잔 본선(상행) | 데마치야나기 행 게이한 선(산조・히라카타시・오사카 방면;데마치야나기 환승) |
|  | ■ 에이잔 본선(하행) | 야세히에이잔구치・구라마 방면                                              |

## 인접역
| 에이잔 전철 ■ 에이잔 본선      | 에이잔 전철 ■ 에이잔 본선 | 에이잔 전철 ■ 에이잔 본선              |
| ------------------------------ | ------------------------- | -------------------------------------- |
| E04 이치조지 데마치야나기 방면 |                           | 다카라가이케 E06 야세히에이잔구치 방면 |